# Výzkum Venuše
K Venuši letěla už řada kosmických sond. Některým se zdařilo i měkké přistání na povrchu. Kvůli drsným klimatickým podmínkám trvala komunikace každého přistávacího modulu na povrchu nejdéle 110 minut, pak vždy došlo k definitivní odmlce.

## Cesta k Venuši
Venuše obíhá blíže Slunci než Země, ve vzdálenosti jen 72 % vzdálenosti Země. Kosmická loď tedy musí cestovat 41 miliónů kilometrů do sluneční „gravitační studny“, čímž výrazně sníží svou potenciální energii. Uvolněná potenciální energie se mění v kinetickou energii, čímž se zvyšuje rychlost sondy, takže pro těsné přiblížení k Venuši je nutné korigovat dráhu a výrazně snižovat rychlost. Pro představu je to podobné jízdě po silnici dolů z vysokého, prudkého svahu, na jehož úpatí se silnice napojuje na jinou, kde je nutno se přizpůsobit pomalejší rychlosti dopravy.

## První průlety
Už 11. března 1960 vypustila NASA sondu Pioneer 5 zkoumající meziplanetární prostor mezi drahami Země a Venuše. Sonda fungovala do 26. června 1960.
První sondu, jejímž cílem měla být přímo planeta Venuše, vypustil Sovětský svaz 4. února 1961, ale pro selhání urychlovacího stupně neodstartovala z parkovací dráhy u Země. Dne 12. února 1961 byla vypuštěna druhá sonda téhož typu pod názvem Veněra 1, první sonda, která zamířila k jiné planetě, kolem které proletěla v noci z 19. na 20. května 1961 ve vzdálenosti 100 000 km. Mise sice kvůli přehřátí orientačního senzoru nebyla úspěšná (poslední spojení se sondou proběhlo už 17. února ve vzdálenosti necelých 2 miliónů km), Veněra 1 však již měla všechny prvky potřebné pro meziplanetární lety: solární panely, parabolickou anténu, tříosou stabilizaci, motor pro korekci kurzu a provedla první start z orbitální dráhy kolem Země.
V červenci – září 1962 se otevřelo další okno pro přelet. Bylo podniknuto pět pokusů o let k Venuši, z toho čtyři neúspěšné, u všech tří sovětských a jednoho amerického pokusu selhaly nosné rakety. Jediná sonda, která se dostala na dráhu k Venuši byl americký Mariner 2. Sonda prolétla okolo planety 14. prosince 1962 ve vzdálenosti 34 752 km od povrchu. Zjistila, že Venuše nemá magnetické pole a změřila planetární emise záření v mikrovlnné a infračervené oblasti spektra. Výsledky jeho měření vysílané ze vzdálenosti 58 miliónů km od Země, potvrdily dřívější předpoklady o horké planetě. Naměřená teplota povrchu kolem 425 °C zcela vyloučila oceány i možnost života a představila Venuši jako vyprahlou bezvodou pustinu.
V dalším startovacím okně v únoru – dubnu 1964 se pokusil Sovětský svaz vypustit tři sondy, z nichž se na dráhu k Venuši dostal pouze Zond 1, s nímž bylo ztraceno spojení šest týdnů po startu 2. dubna 1964 ve vzdálenosti 13 miliónů km od Země. Zond 1 minul planetu o několik miliónů km.

## První přistání
Ve startovacím okně v listopadu 1965 startovaly čtyři sovětské sondy. Na dráhu k Venuši se dostaly pouze dvě, Veněra 2 měla při průletu planetu fotografovat a Veněra 3 měla na Venuši přistát. S první sondou bylo ztraceno spojení těsně před průletem. Druhá selhala kvůli přehřátí při závěrečném přibližování k planetě. Dopadla na Venuši 1. března 1966, čímž se stala první kosmickou lodí, která dosáhla jejího povrchu.
Roku 1967 startovaly k Venuši tři sondy, z toho dvě sovětské. Kosmos 167 zůstal kvůli poruše urychlovacího stupně na oběžné dráze Země, Veněra 4 odletěla k Venuši. Dne 18. října 1967 vstoupil do atmosféry Venuše sestupný modul Veněry 4. Jako první provedl přímá měření z jiné planety — měřil teplotu, tlak, hustotu a provedl 11 automatických chemických experimentů k určení složení atmosféry, z 95 % složené z oxidu uhličitého. Baterie Veněry 4 se během jejího pomalého unášení atmosférou postupně vybila, sonda tak přestala pracovat ve výšce 28 km při teplotě 270 °C a tlaku 1,8 MPa. Konec vysílání sondy byl zprvu interpretován jako dopad na povrch, ale v kombinaci s výsledky měření americké sondy Mariner 5 se ukázalo, že tlak na povrchu bude mnohem větší, než bylo očekáváno (75 – 100 atmosfér).
Tyto výsledky byly 16. a 17. května 1969 ověřeny a zpřesněny misemi sond Veněra 5 a Veněra 6. Ani tyto sondy nedosáhly povrchu funkční, obě byly rozdrceny atmosférickým tlakem ve výšce 25 a 11 km.
Prvního úspěšného přistání na Venuši dosáhla 15. prosince 1970 Veněra 7. Odvysílala naměřené povrchové teploty: 457 – 474 °C. Veněra 8, která přistála 22. července 1972, kromě tlaku a teplotního profilu díky svému fotometru navíc ukázala, že oblačnost Venuše se formuje ve vrstvě, která končí 35 km nad povrchem. Její rentgenový spektrometr zanalyzoval chemické složení kůry.

## První oběžnice
22. října 1975 vstoupila na oběžnou dráhu sovětská sonda Veněra 9, čímž se stala prvním umělým satelitem Venuše. Baterie kamer a spektrometrů získaly mnoho cenných informací o atmosférické oblačnosti, ionosféře a magnetosféře, radar při průletech zmapoval povrch.
Od Veněry 9 se oddělil 660 kilogramový sestupový modul, který po přistání pořídil první snímky povrchu a analyzoval kůru rentgenovým spektrometrem a hustoměrem. Během přistání prováděl měření tlaku, teploty, rozptylu světla, hustoty mraků a fotometrická měření. Zjistil, že oblačnost Venuše je rozdělena do tří odlišných vrstev.
25. října provedla Veněra 10 podobná měření.

## Program Pioneer Venus
V roce 1978 poslala NASA k Venuši dvě kosmické lodě Pioneer. Celá mise se skládala ze dvou částí, dopravovaných každá zvlášť: Orbiter (oběžnice) a Multiprobe (multisonda). Loď Pioneer Venus Multiprobe nesla jednu velkou a 3 malé atmosférické sondy. 16. listopadu 1978 byla vypuštěna velká sonda a 20. listopadu tři menší sondy. 9. prosince vstoupily všechny čtyři sondy do Venušiny atmosféry následovány přenosovým zařízením. Ačkoliv se neočekávalo přežití po sestupu atmosférou, jedna ze sond pokračovala v činnosti ještě 45 minut po dosažení povrchu. 4. prosince 1978 přešel Pioneer Venus Orbiter na eliptickou oběžnou dráhu kolem Venuše. Zde zajišťoval 17 experimentů, dokud mu nedošlo palivo stabilizující jeho orbitu a nebyl v srpnu 1992 zničen vstupem do atmosféry.

## Sovětské úspěchy
V roce 1978 se přiblížily k Venuši i kosmické lodi Veněra 11 a Veněra 12, které 21. prosince a 25. prosince vypustily sestupové moduly. Přistávací zařízení nesla barevné kamery, vrták do země a analyzátor; tyto prostředky však selhaly. Oba moduly provedly měření nefelometrem, hmotnostním spektrometrem, plynovým chromatografem a chemickým analyzátorem kapek v mracích užívajícím rentgenové fluorescence, který neočekávaně objevil kromě síry i vysoký obsah chlóru. Byla zaznamenána také silná blesková aktivita.
1. a 5. března 1982 přiletěly k Venuši kosmické lodi Veněra 13 a Veněra 14, které prováděly stejnou misi jako předešlé dvě sondy. V jejich případě barevná kamera a vrták do země s analyzátorem fungovaly. Rentgenová fluorescence vzorků zeminy ukázala hodnoty podobné čedičové hornině bohaté na draslík.
10. a 11. října 1983 vstoupily Veněra 15 a Veněra 16 na polární orbitu kolem Venuše. Veněra 15 analyzovala a zmapovala horní vrstvu atmosféry infračerveným Fourierovým spektrometrem. Od 11. listopadu do 10. července oba satelity mapovaly severní třetinu planety pomocí radaru se syntetickou aperturou (SAR). Výsledky přinesly první pochopení geologických detailů povrchu Venuše včetně objevu neobvykle masívních štítů vulkánů pojmenovaných Koróna nebo Pavouci. Venuše nejeví žádné známky deskové tektoniky, přinejmenším celou severní třetinu planety tvoří jen jedna deska.
Sovětské sondy Vega 1 a Vega 2 (viz Program Vega) se setkaly s Venuší 11. a 15. června 1985. Přistávací moduly byly zaměřeny na experimenty zabývající se složením a strukturou aerosolů v mracích. Každý nesl ultrafialové absorpční spektrometry, částicové analyzátory aerosolů a zařízení pro sběr materiálu mraků a jeho analýzu hmotnostním spektrometrem, plynový chromatograf a rentgenový fluorescenční spektrometr. Horní dvě vrstvy mraků jsou tvořeny kapičkami kyseliny sírové, zatímco dolní vrstva je pravděpodobně složena ze zředěné kyseliny fosforečné. Kůra Venuše byla narušena vrtákem a analyzována pomocí spektrometru gamma záření.
V rámci mise Vega byly vypuštěny také balónové aerostatické sondy plovoucí asi 46 hodin ve výšce 53 km, které urazily asi 1/3 cesty kolem planety. Měřily rychlost větru, teplotu, tlak a hustotu oblaků. Setkaly se s většími turbulencemi a konvektivní aktivitou než bylo očekáváno, včetně občasných prudkých poklesů o 1-3 km. Kosmické lodi Vega se po devíti měsících odpoutaly od Venuše, aby mohly sledovat návrat Halleyovy komety, k němuž byly vybaveny ještě 14 dalšími dosud nepoužitými přístroji a kamerami.

## Magellan

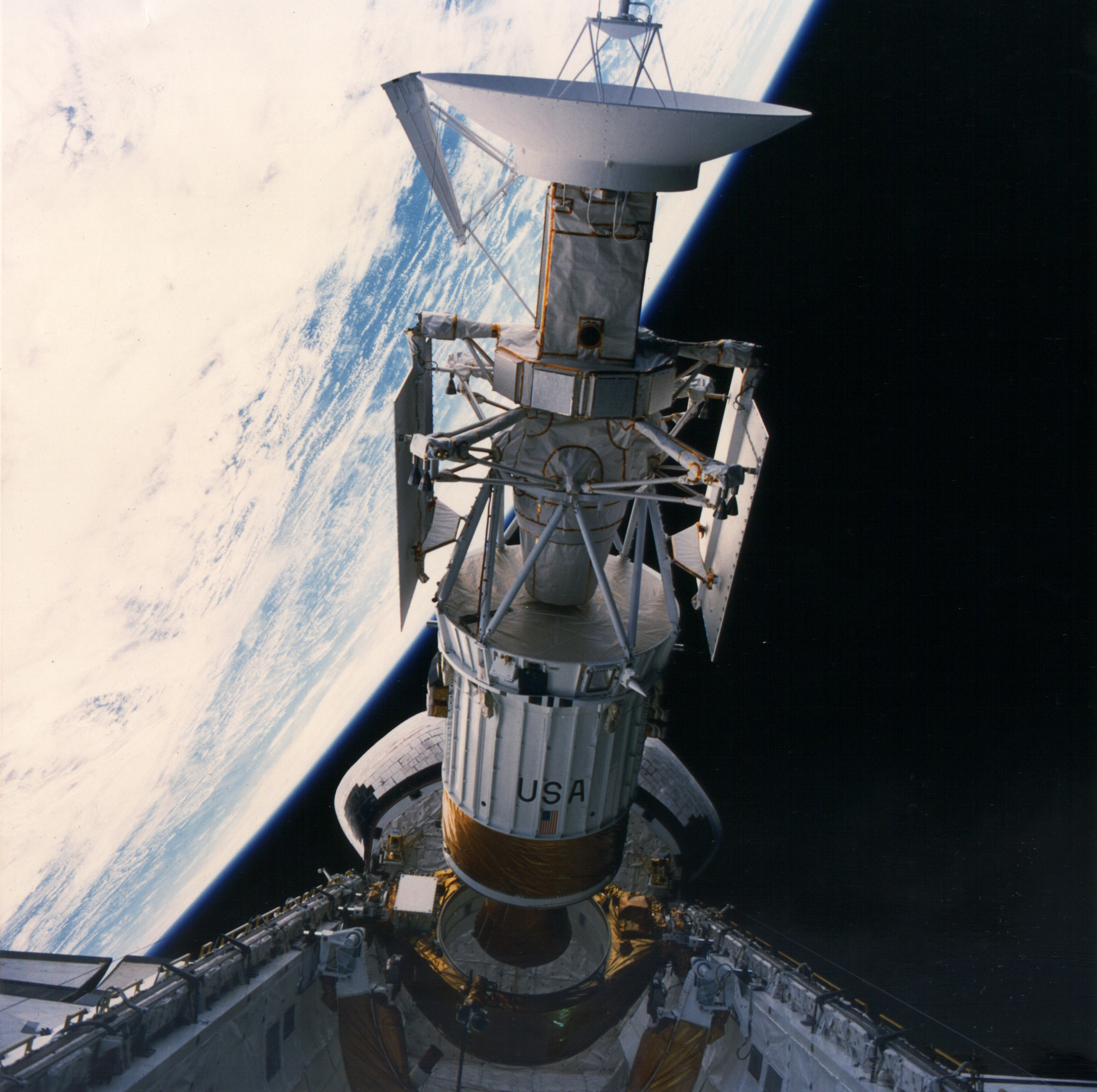
Sonda Magellan

10. srpna 1990 se americká sonda Magellan dostala na oběžnou dráhu kolem planety a zahájila detailní radarové mapování. 98 % povrchu bylo zmapováno s přesností přibližně 100 m. Po čtyřech letech práce byla sonda 11. října 1994 plánovaně navedena do atmosféry, kde se částečně vypařila; předpokládá se, že některé části musely dopadnout až na povrch.

## Nedávné průlety
Několik kosmických sond prolétalo kolem Venuše po cestě k jiným cílům, užívaje pro zvýšení své rychlosti metodu gravitačního manévru. Patřily mezi ně sonda Galileo směřující k Jupiteru a mise Cassini-Huygens na cestě k Saturnu (která prolétávala dvakrát). V současné době využívá gravitace Venuše sonda Parker Solar Probe pro snižování periheia. Při průletu 11. července pořídila úchvatné snímky noční strany Venuše Archivováno 27. 2. 2021 na Wayback Machine..

## Současná mise
Sonda Venus Express Evropské kosmické agentury odstartovala 9. listopadu 2005, oběžné dráhy Venuše dosáhla v dubnu 2006 a s ohledem na podávané informace, jejich kvalitu i velké množství bylo rozhodnuto misi prodloužit do konce dubna 2009.
Zabývá se měřením atmosférických jevů. Mise MESSENGER proletěla kolem Venuše po cestě k Merkuru a oběma vědeckým týmům se podařilo na den 5.6.2007 uspořádat společný experiment v pozorování jednoho z oblaků v atmosféře ve třech různých hodinách.